# Великі Гаї

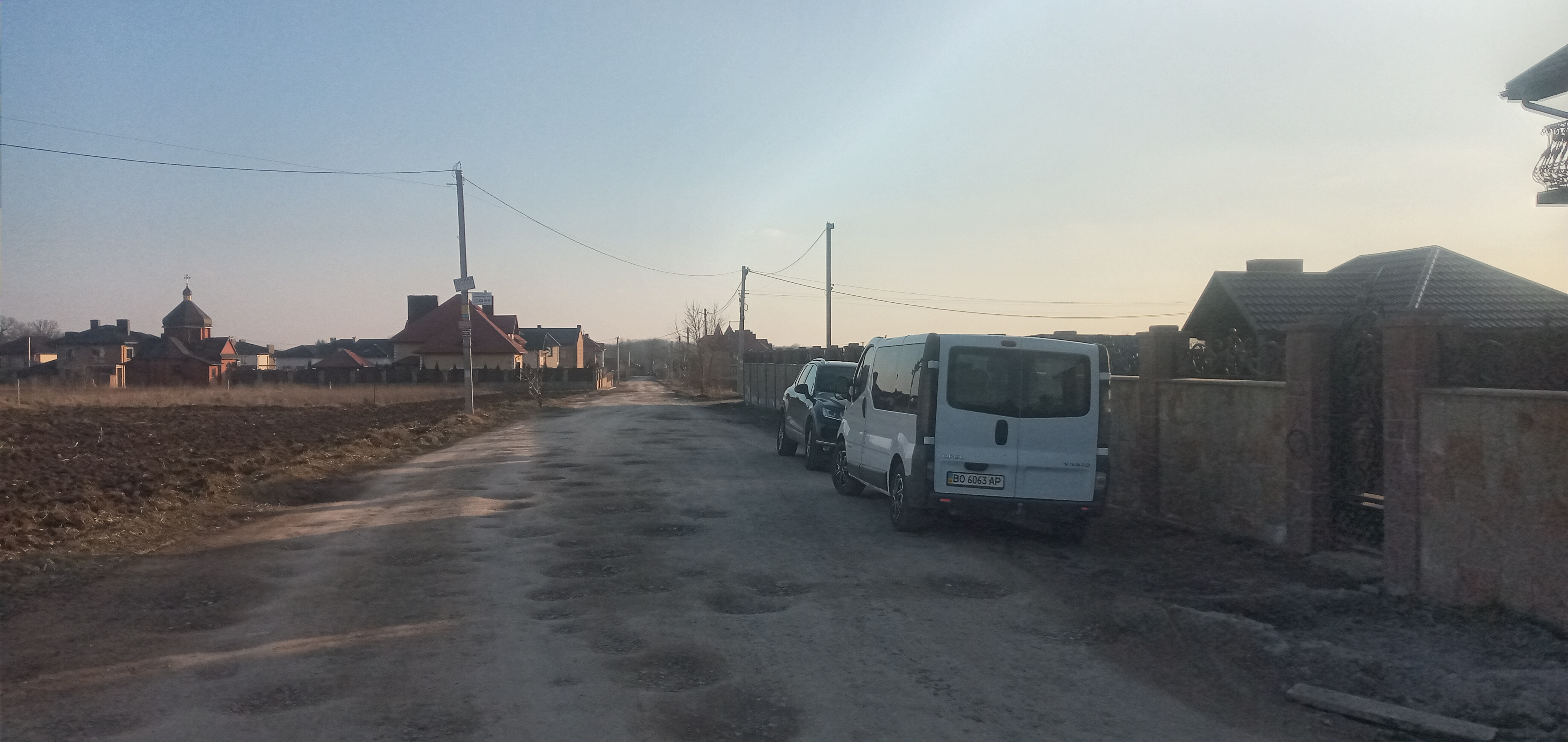
Вулиця Тернопільська

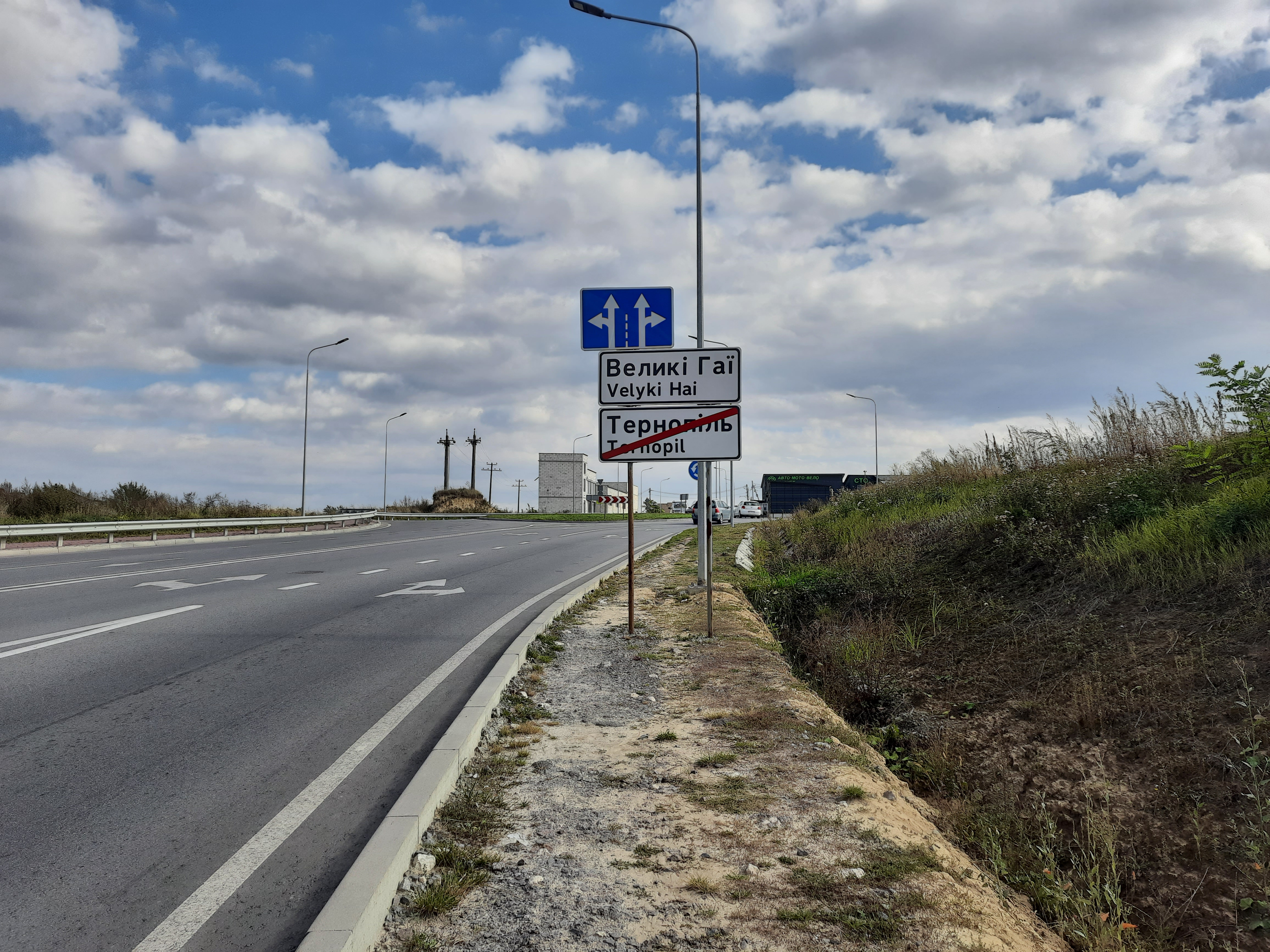
Дорожній знак при в'їзді в село

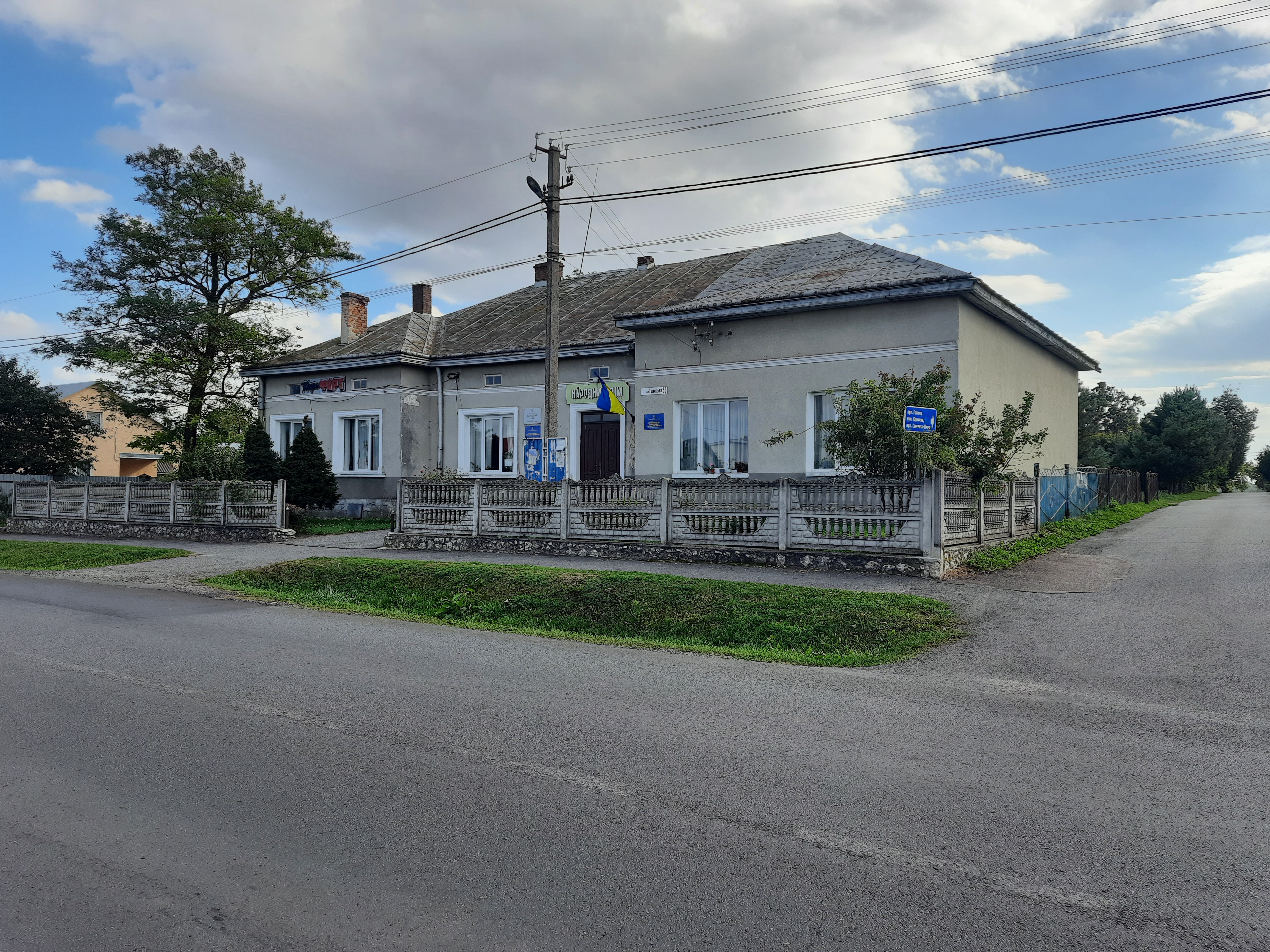
Народний дім

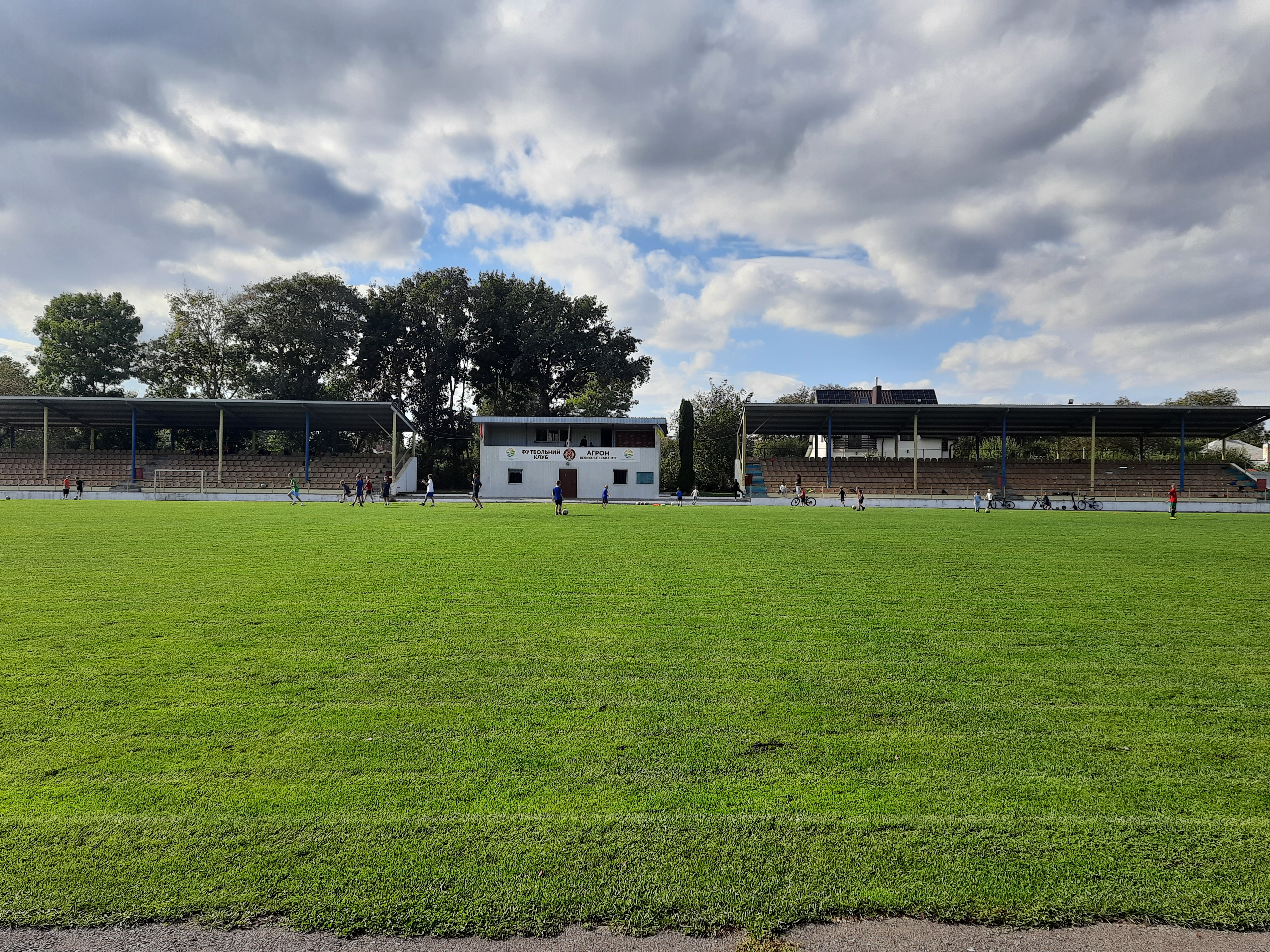
Стадіон

Вели́кі Гаї́ — село в Тернопільському районі Тернопільської області. До 2015 року — адміністративний центр Великогаївської сільради. Від вересня 2015 року — центр Великогаївської сільської громади. Розташоване на південно-східній околиці міста Тернополя. Населення 4252 особи (2012), 1360 дворів. Одне з найбільших сіл області.

## Географія
Село простяглося на 4 км вздовж центральної вулиці — Галицької, що є частиною автомобільного шляху О201519 обласного значення Тернопіль — Козівка — Хоростків.
Центральна вулиця розміщена на височині (найвища точка — висота 370 м над рівнем моря, у районі школи), яка поступово знижується з заходу на схід до позначки 351 м (геодезичний пункт гора Грель між Великими Гаями та птахофабрикою). Межа території, підпорядкованої Великогаївські сільській раді (площа 14,96 км²) проходить вздовж південно-східного кордону Тернополя — мікрорайоном Березовиця) і вулицями Микулинецькою, Об'їзною, Протасевича, Підволочиським шосе (від Збаразького кільця до району аеропорту).
У побуті історично сформувалися назви частин села, відповідно до назв автобусних зупинок на вулиці Галицькій: Парк, Школа, Дуби, Четверта зупинка, Доми. Також виділяють Сеньківський Кут (район тубдиспансеру), Кордубівку, Радеччину, Білявщину.

## Історія
Перша письмова згадка датується 1785 роком. Назва походить від густих дубових гаїв, що вкривали сучасну територію села. До початку XX століття у селі проживало небагато людей. Кількість дворів сягала 100, забудова не була щільною. До приходу в 1939 році Радянської влади село офіційно вважалося передмістям Тернополя під назвою Tarnopolskie Gaje.
Чимало життів забрала війна, чимало гаївчан-патріотів загинуло, воюючи на стороні УПА. Близько 300 сімей стали жертвами сталінських репресій та було вивезено в Сибір та Воркуту.
У післявоєнний період село поступово відроджується, в 1960-х із хрущовською «відлигою» повертається на батьківщину більшість вивезених на Сибір родин. Село впорядковують, воно стає зразковим не тільки у Тернопільському районі, а й в області. Проте, як і в усій Західній Україні, справжнє національне відродження села розпочалося лише наприкінці 1980-х із розпадом СРСР і утвердженням суверенної України.
12 червня 2020 року, відповідно до розпорядження Кабінету Міністрів України № 724-р «Про визначення адміністративних центрів та затвердження територій територіальних громад Тернопільської області» увійшло до складу Великогаївської сільської громади.
19 липня 2020 року, в результаті адміністративно-територіальної реформи та ліквідації Тернопільського району, село увійшло до складу новоутвореного Тернопільського району.

## Пам'ятки
У 1989 році відновлюють збудовану ще в 1910, але занедбану за часи тоталітарного режиму греко-католицьку церкву Пресвятого Серця Христового (до того її використовували як склад для реквізитів Тернопільського драмтеатру). На прицерковній території було насипано символічну могилу-курган на честь загиблих Січових Стрільців та воїнів УПА а також споруджено хрест з нагоди 1000-ліття Хрещення Русі князем Володимиром. Біля села розташована скульптура святого Даниїла (1834).

## Населення
Згідно з переписом УРСР 1989 року чисельність наявного населення села становила 3246 осіб, з яких 1531 чоловік та 1715 жінок.
За переписом населення України 2001 року в селі мешкали 3944 особи.

### Мова
Розподіл населення за рідною мовою за даними перепису 2001 року:
| Мова       | Відсоток |
| ---------- | -------- |
| українська | 99,62 %  |
| російська  | 0,24 %   |
| вірменська | 0,05 %   |
| польська   | 0,03 %   |
| угорська   | 0,03 %   |

## Символіка
Затверджений 24 грудня 2008 р. рішенням сесії сільської ради.
Автори — А. Шевчук.

### Герб
На червоному полі срібний уширений хрест, між раменами якого чотири зелених дубових листка. На чорній базі золотий трикутник. Щит облямований золотим декоративним картушем з зеленим дубовим листям, жолудями і написами «Великі Гаї» та «1785» і увінчаний золотою сільською короною.

### Прапор
На квадратному зеленому полотнищі малий герб села.

## Природа
У межах населеного пункту знаходиться ландшафтний заказник місцевого значення «Наші гаї».
У центральній частині села, поруч із стадіоном було закладено парк — «Гай Кобзаря» з алеями, пам'ятником Тарасові Шевченку та Співочим полем.

## Відомі люди

### Народилися
- Войцехівський Ігор — український військовик, учасник російсько-української війни[8].
- Ярослав Давидович (*1948) — екс-голова ЦВК, при головуванні якого наприкінці 2004 року відбулися перевибори Президента України, за результатами яких перемогу здобув Віктор Ющенко.
- Отець Мар'ян Кашуба (1909—1941) — український греко-католицький священник, жертва радянських репресій, слуга Божий.
- Роман Кордуба  — український громадський діяч в Австралії, меценат.
- Рудик Василь — український військовик, учасник російсько-української війни[9].
- Отець Яким (Сеньківський) ЧСВВ (1896—1941) — український греко-католицький священник, Блаженний УГКЦ.
- Сосновський Михайло Іванович (1919—1975) — український журналіст, публіцист і суспільно-політичний діяч на еміграції.

## Транспортне сполучення
На північно-східній околиці села знаходиться зупинний пункт Гаї Великі Львівської залізниці (7 км від станції Тернопіль), звідки можна дістатися без пересадок до Волочиська, Тернополя і Зборова. з однією пересадкою — до Хмельницька чи Львова.
Налагоджене сполучення маршрутними таксі із Тернополем, через село проходить багато транзитних маршрутів із віддаленіших сіл. Автотранспорт ходить тільки до вул. Шептицького, в інші райони Тернополя потрібно добиратись із пересадками.

## Соціальна сфера
У селі працює загальноосвітня школа І-ІІІ ступенів, розрахована на 500 школярів. Значна кількість дітей шкільного віку та студентського віку щоденно доїжджає на навчання в Тернопіль.
Головне підприємство, що розміщене на території Великих Гаїв — ВАТ «Птахофабрика Тернопільська».
Діє Тернопільський обласний комунальний протитуберкульозний диспансер.
У серпні 2016 року тут з'явилася добровільна пожежна команда.

## Сьогодення
Із середини 1990-х село є районом інтенсивної приміської забудови приватними будинками.
З 2022 в селі діє волонтерський центр. 

## Спорт
Якийсь час у селі була футбольна команда «Поділля» (пізніше «Птахівник», «Сокіл-Оріон», у 2015 році «Поділля-Агрон»).